# Croton piptocalyx
Espèce
Croton piptocalyx est une espèce de plantes à fleurs du genre Croton et de la famille des Euphorbiaceae, présente à l'est du Brésil.
Il a pour synonyme :
- Oxydectes piptocalyx, (Müll.Arg.) Kuntze